# Фрактальна розмірність

Перші чотири ітерації кривої Коха.

Фрактальна розмірність, D, — поняття фрактальної геометрії, що означає статистичну величину, яка говорить про те наскільки повно фрактал заповнює простір, коли збільшувати його до дрібніших деталей.
Існує багато специфічних визначень фрактальної розмірності. Найважливішими теоретичними фрактальними розмірностями є розмірність Реній, розмірність Гаусдорфа, компактна розмірність. На практиці, розмірність Мінковського і кореляційна розмірність широко застосовуються через їхню простоту використання. Хоч для деяких фракталів всі ці розмірності збігаються, загалом вони не є еквівалентними.
Наприклад, розмірність сніжинки Коха має топологічну розмірність, але вона не є кривою в жодному разі: довжина кривої між двома точками сніжинки Коха є нескінченною. Жоден найменший шматок цієї кривої не є подібним до лінії, але не є він чимось подібним до шматочку площини тощо. Можна сказати, що цей шматочок є занадто «товстим» щоб класифікувати його як одновимірний об'єкт, але він занадто «тонкий» щоб класифікувати його як двовимірний об'єкт. Тобто розмірність цього об'єкта є числом між одиницею і двійкою.

## Специфічні визначення

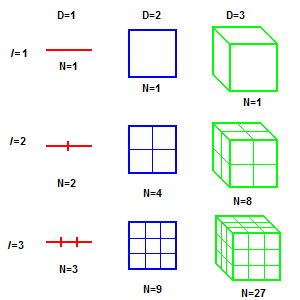
Рис. 1 Визначення розмірності з одиниці об'єкта

Існує два підходи для генерації фрактальної структури. Один з них — це вирощування з одиничного об'єкта (рис. 1), інший — сконструювати подальші розмірності вихідної структури, наприклад трикутник Серпінського (рис. 2). Тут ми слідуємо другому підходу для визначення розмірності фрактального об'єкта (див. рис. 1).
Якщо ми візьмемо об'єкт з лінійним розміром що дорівнює 1 і припустимо що цей об'єкт знаходиться в евклідовому просторі {\displaystyle D}, зменшимо його лінійний розмір на {\displaystyle 1/l} в кожному напрямку в просторі, він має {\displaystyle N=l^{D}} самоподібних об'єктів для того щоб покрити вихідний об'єкт. (Рис. 1). Розмірність визначена як
{\displaystyle D={\frac {\log N(l)}{\log l}}}
(де логарифм може мати будь-яку основу) досі дорівнює її топологічній або Евклідовій розмірності. Використовуючи це рівняння для фрактальної структури, ми отримаємо її розмірність (яка є більш-менш гаусдорфовою розмірністю), що не буде цілим числом як і передбачалось.
{\displaystyle D=\lim _{\epsilon \rightarrow 0}{\frac {\log N(\epsilon )}{\log {\frac {1}{\epsilon }}}}}
де {\displaystyle N}(ε) — це число самоподібних структур лінійного розміру ε, необхідних для покриття всієї структури.
Наприклад, фрактальна розмірність трикутника Серпінського (Рис. 2) визначається як
{\displaystyle D=\lim _{\epsilon \rightarrow 0}{\frac {\log N(\epsilon )}{\log \left({\frac {1}{\epsilon }}\right)}}=\lim _{k\rightarrow \infty }{\frac {\log 3^{k}}{\log 2^{k}}}={\frac {\log 3}{\log 2}}\approx 1.585.}

Рис. 2. Трикутник Серпінського, отриманий з допомогою рекурсивного поділу вихідної структури

Подібним до цього є розмірність Мінковського, що розглядає випадок поділу простору на сітку кубиків, що мають розмір ε. Проводиться підрахунок скільки таких кубиків буде містити частину атрактор. Знову,
{\displaystyle D_{0}=\lim _{\epsilon \rightarrow 0}{\frac {\log N(\epsilon )}{\log {\frac {1}{\epsilon }}}}.}
Інші величини розмірності включають інформаційну розмірність, яка розглядає яка середня ентропія потрібна для визначення заповнених кубиків коли розмір кубиків зменшується:
{\displaystyle D_{1}=\lim _{\epsilon \rightarrow 0}{\frac {-\langle \log p_{\epsilon }\rangle }{\log {\frac {1}{\epsilon }}}}}
і кореляційна розмірність, яку напевне підраховувати найлегше,
{\displaystyle D_{2}=\lim _{\epsilon \rightarrow 0,M\rightarrow \infty }{\frac {\log(g_{\epsilon }/M^{2})}{\log \epsilon }}}
де M — це число точок, що використовувались для генерації фракталу або атрактору, і gε — це число пар точок, що знаходять ближче одна до одної, ніж is ε.

## Розмірності Рені
Розмірність Мінковського, інформаційна та кореляційна розмірності можуть бути розглянуті як часткові випадки неперервного спектру загальної або розмірностей Рені порядку α, що визначається як
{\displaystyle D_{\alpha }=\lim _{\epsilon \rightarrow 0}{\frac {{\frac {1}{1-\alpha }}\log(\sum _{i}p_{i}^{\alpha })}{\log {\frac {1}{\epsilon }}}}}
де чисельник це границя в ентропії Рені порядку α. Розмірність Рені з α=0 розглядає усі частини підтримки атрактору однаково; однак для більших значень α важливіше значення надається частинам атрактора, які відвідуються найчастіше.
Атрактор для якого розмірності Рені не рівні називається мультифракталом, або таким що має мультифрактальну структуру. Це ознака того що фрактал має різну розмірність в різних його частинах.

## Визначення фрактальної розмірності з реальних даних
Способи вимірювання фрактальної розмірності, описані вище, виведені для фракталів, які визначені формально. Однак, живі організми і явища природи мають фрактальні властивості (див. Фрактали у природі), тому часто корисно охарактеризивувати фрактальну розмірність набору виборок даних. Фрактальна розмірність не може бути виведена точно, але може бути оцінена. Це використовується в багатьох сферах досліджень, включаючи фізику, аналіз зображень, акустику, дзета нулі Рімана, електрохімічні процеси. Оцінки фрактальної розмірності дуже чутиливі до шуму в експериментальних даних, особливо до обмежень в кількості даних. Потрібно бути обережним з висновками щодо визначеної фрактальної розмірності для малорозмірної динамічної поведінки, за винятком коли використовується велика кількість даних.

## Ланки
- TruSoft's Benoit — Fractal Analysis Software product calculates fractal dimensions and hurst exponents. [Архівовано 8 березня 2022 у Wayback Machine.]
- Fractal Dimension Estimator Java Applet [Архівовано 26 січня 2011 у Wayback Machine.]
- What fractal dimension is, and how this is the core concept defining what fractals themselves are [Архівовано 16 грудня 2017 у Wayback Machine.]